# Zoulikha Jabiry–Zieniewicz
Zoulikha Jabiry–Zieniewicz – polska ginekolog, dr hab. nauk medycznych, adiunkt Katedry Położnictwa i Ginekologii I Wydziału Lekarskiego Warszawskiego Uniwersytetu Medycznego.

## Życiorys
14 października 2015 habilitowała się na podstawie pracy zatytułowanej Opieka ginekologiczno-położnicza nad pacjentkami po przeszczepieniu wątroby. Została zatrudniona na stanowisku adiunkta w Katedrze Położnictwa i Ginekologii na I Wydziale Lekarskim Warszawskiego Uniwersytetu Medycznego.